# Coffeinhexachloroplatinat
Coffeinhexachloroplatinat ist eine chemische Verbindung aus der Gruppe der Hexachloroplatinate. Es handelt sich um das Salz der Hexachloroplatinsäure mit Coffein.

## Herstellung
Coffeinhexachloroplatinat kann hergestellt werden, indem eine Lösung von Hexachloroplatinsäure in Salzsäure zu einer Lösung von Coffein in Methanol gegeben wird. Das Produkt kristallisiert innerhalb mehrerer Tage aus. Eine andere Möglichkeit ist die direkte Zugabe von Coffein zu einer heißen Lösung von Platin(IV)-chlorid in Salzsäure.

## Eigenschaften
Coffeinhexachloroplatinat tritt in gelben Kristallen auf. Die enthaltenen Coffein-Moleküle sind am unsubstituierten Stickstoffatom des Imidazol-Rings einfach protoniert. Die Stöchiometrie von Coffeinium-Ionen zu Hexachloroplatinat-Ionen beträgt 2:1. Die Verbindung kristallisiert im triklinen Kristallsystem in der Raumgruppe P1 (Raumgruppen-Nr. 2) mit den Gitterparametern a = 7,8800 Å; b = 8,1542 Å, c = 10,5374 Å, α = 95,784 °, β = 91,525 ° und γ = 112,472 ° sowie einer Formeleinheit pro Elementarzelle. Im Gegensatz zu analogen Salzen von verwandten organischen Basen wie Xanthin und Theobromin bildet Coffeinhexachloroplatinat bei der Herstellung in einer wasserhaltigen Lösung kein Hydrat. Bei etwa 293 °C spaltet die Verbindung zwei Moleküle Chlorwasserstoff und vier Chloratome ab. Bei Temperaturen über 430 °C zersetzt es sich vollständig, wobei metallisches Platin zurückbleibt.